# Casa Blanca (El Salvador)
Casa Blanca è un sito archeologico precolombiano legato alla civiltà Maya che si trova a Chalchuapa, El Salvador. Le sue origini risalgono al 500 a.C.

## Storia

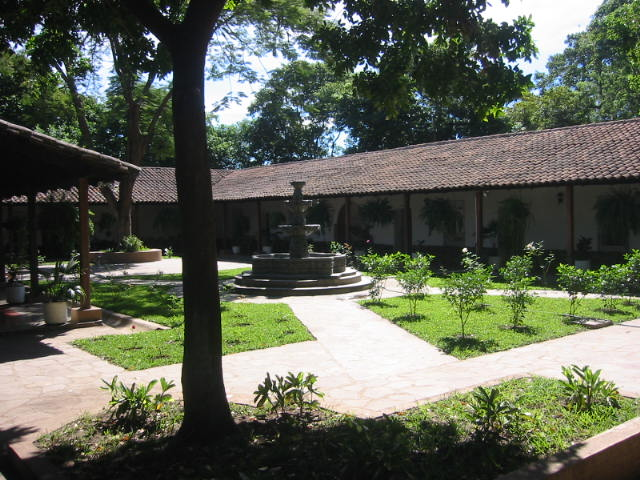
Zona museale del sito.

Il sito che conserva le rovine si trova nel territorio di Chalchuapa. Gli insediamenti portano tracce che mostrano legami con gli Olmechi le popolazioni di Teotihuacan. La zona divenne sito governativo nel 1977 e il nome venne ricavato dalla piantagione di caffè che vi si trovava.

## Descrizione
Le rovine si trovano a nord del sito di Tazumal e a nord-est di Chalchuapa a circa 700 m sul livello del mare. Delle numerose piramidi presenti solo due sono in buono stato di conservazione e sono state restaurate.